# Phyllocarida
Sous-classe
Phyllocarida est une sous-classe de crustacés supérieurs.

## Liste des ordres
Selon World Register of Marine Species (15 février 2016) :
- ordre Archaeostraca †
- ordre Canadaspidida †
- ordre Hoplostraca †
- ordre Hymenostraca †
- ordre Leptostraca Claus, 1880